# Ur (roi alaman)
Pour les articles homonymes, voir Ur.
Ur (en latin Urius) est un roi alaman qui régna pendant le IVe siècle.
L'écrivain romain Ammianus Marcellinus retranscrit que le César Julien enjamba en l'année 359 le Rhin vers Mogontiacum (Mayence)  et négocia un traité de paix en échange de la libération de tous les prisonniers de guerre capturés lors de la bataille d'Argentoratum où Ur, Hariobaud, Makrian, Vadomar, Ursicin et Vestralp furent également présents.